# سپرزداروی شمالی
سپرزداروی شمالی (نام علمی: Asplenium septentrionale) نام یک گونه از سرده سپرزدارو است.